# Леониди
Леониди е метеорен поток с радиант в съзвездието Лъв (R. A. = 153°, Decl. = +22°), откъдето идва и названието му. Родителското му тяло е кометата 55P/Темпъл-Татъл. Наблюдава се през ноември, като пикът му е около 17-и. Най-известен е със силните си метеорни дъждове.
Има ярко изразена периодичност от около 33 години, съответстваща на връщанията на кометата-прародителка към Слънцето. Последният път кометата премина своя перихелий през 1998 г., и отново ще се върне чак през 2031 г.
Потокът е характерен с бързи белезникави метеори, влитащи в атмосферата на Земята със скорост 71 km/s. Интензивността на потока варира от година на година и зависи от плътността на потока, през който преминава Земята.

## История
Най-ранното историческо свидетелство за този метеорен поток е описанието му, направено от Евтихий Александрийски през 901 г..
Най-известен е метеорният дъжд, който е наблюдаван през ноември 1833 г. в САЩ, на територия от Атлантическия океан до Скалистите планини. Агнес Клерк, ирландска писателка и астроном, го описва така: „Буря от падащи звезди връхлетя Земята…, небето във всяко направление бе осеяно с бляскави следи и осветено от величествени болиди. В Бостън честотата на метеорите можеше да се оцени приблизително колкото половината от гъстотата на снежинките в средна по сила снежна буря.“. Във връзка с това явление много проповедници твърдели, че идва Денят на Страшния съд. Това събитие е увековечено в легендите на индианците и в песните на чернокожите роби в САЩ.
През 1934 г. се появява джазова песен за това събитие под названието Stars fell on Alabama („Звезди падаха над Алабама“). Изпълняват я Франк Синатра, Ела Фицджералд и Луис Армстронг. Във връзка с тази песен върху номерните знаци на автомобилите на жителите в Алабама има изображение на звездички и ноти с надпис „Stars Fell on Alabama“.
За последен път мощен метеорен дъжд е наблюдаван през 1966 г., когато в течение на всеки час в небето можело да се наблюдават до 150 хиляди метеора.
През 1999 г. зенитното часово число (ZHR) на потока е било няколко хиляди. Забележими увеличения е имало и през 2000 и 2001 години.
През 2010 г. ZHR е бил около 30, но Луната, във фаза 80%, е пречела силно на наблюденията.